# Yogi's Great Escape
Yogi's Great Escape è un videogioco a piattaforme con l'orso Yoghi, pubblicato nel 1990 per gli home computer Amiga, Amstrad CPC, Atari 8-bit, Atari ST, Commodore 64 e ZX Spectrum dall'editrice economica Hi-Tec Software. L'ambientazione è tratta in particolare dal film televisivo La grande fuga di Yoghi (Yogi's Great Escape, 1987).
Su Yoghi la Hi-Tec pubblicò in seguito anche Yogi Bear & Friends in The Greed Monster (1990) e Yogi's Big Clean Up (1992).

## Trama
Il parco di Jellystone sta per essere chiuso e tutti gli animali trasferiti in uno zoo. Yoghi preferisce darsi alla fuga insieme a Bubu, che però nel gioco fa solo delle apparizioni negli intermezzi. Nella sua fuga Yoghi attraversa diversi luoghi, ciascuno ispirato a una parte del film, fino ad arrivare a New York. Qui finisce con una mongolfiera in cima all'Empire State Building, ma finalmente il presidente degli USA in persona gli comunica che salverà il parco.

## Modalità di gioco
Si controlla Yoghi attraverso sei livelli con temi differenti: Jellystone, la foresta, il selvaggio West, la palude Mumbo Jumbo, il luna park e New York. La visuale è bidimensionale di lato, con scorrimento orizzontale (parallattico su Amiga e Atari ST, a molti livelli su Amiga). Per superare un livello bisogna attraversare tutto il percorso da sinistra a destra; se necessario è possibile anche tornare indietro verso sinistra. Lo scenario è costituito da piattaforme, spesso sospese nel vuoto, pareti verticali e alcune piattaforme mobili.
I controlli di Yoghi sono soltanto camminare a destra e sinistra e saltare, con altezza regolabile e traiettoria deviabile. Si deve evitare di cadere nei buchi sul fondo dello scenario e di toccare i vari tipi di nemici. A seconda del livello si incontrano cacciatori, serpenti, pellerossa, fantasmi, uccelli, vetture dell'autoscontro, ecc. A ogni errore si perde subito una vita. Ogni livello ha inoltre un limite di tempo, esaurito il quale è direttamente game over.
Si incontrano anche oggetti da raccogliere, che hanno il solo scopo di aumentare il punteggio. Gli oggetti di base sono cestini da picnic o altre cibarie che dipendono dal livello. Ci sono oggetti invisibili che hanno maggior valore. Nei livelli dispari si trovano inoltre sei oggetti speciali: man mano che si raccolgono si forma un'immagine nel pannello informativo (ad es. a Jellystone si trovano i pezzi per formare l'automobile di rottami usata nel film) e se si raccolgono tutti si riceve un grosso bonus a fine livello. Infine c'è un bonus proporzionale al tempo avanzato.
Solo l'ultimo livello (New York) ha una fondamentale differenza: non si controlla Yoghi a piedi, ma una mongolfiera in volo. Gli edifici della città, anche sospesi in aria, fanno da ostacoli. I controlli sono destra, sinistra e spinta verso l'alto; quando non si dà la spinta la mongolfiera scende lentamente da sola.

## Accoglienza
Yogi's Great Escape venne spesso riconosciuto dalla critica come un tipico gioco a piattaforme senza nulla di innovativo. Comunque non mancarono apprezzamenti per la buona realizzazione, più o meno in tutte le versioni, specie considerando che era un gioco a basso costo. Nel complesso i giudizi della stampa furono molto variabili, da decisamente positivi a decisamente negativi, il più delle volte sopra la sufficienza.